# كريستينا باترسون
كريستينا باترسون هي صحفية سويدية، ولدت في 1963.